# Марія Сволу
Марія Сволу (грец. Μαρία Σβώλου, при народженні Десипрі; бл. 1892 ― 1976) ― грецька феміністка, політична діячка та соціалістична лідерка.

## Життєпис
Народилася близько 1892 року в Афінах у сім'ї Софії Еммануїл (Σοφία Εμμανουήλ) та Георгіса Десипроса (Γεώργιος Δεσύπρης, 1851—1913). Марія була однією з чотирьох дочок. Два роки сім'я прожила в Піреї, після цього вони переїхали до Лариси, коли батька призначили директором відділення Грецького національного банку. Там вона вчилася в школі Арсакейон, яку закінчила близько 1907 р. Після смерті батька в 1915 році родина повернулася в Афіни. Вона отримала сертифікат з франкознавства в 1916 році та ліцензію на викладання французької мови з церковних і державних міністерств освіти в 1919 році.
З юних років була активною у жіночому русі Греції. Вона вийшла заміж за професора права Александрос Сволос у 1923 р. Як секретарка Ліги за права жінок вона виступала за створення нічних шкіл для жінок, які працювали й боролися проти проституції. Вона проводила агітацію та писала від імені рівності для жінок Греції. Була інспекторкою праці Міністерства економіки та використовувала там свою посаду, щоб звернути увагу на погані умови праці та житла збіднілих робітних жінок.
Брала участь у ліберальній політиці з 1911 по 1936 рік і підтримувала мирний рух. Вона була редакторкою журналу «Боротьба жінок» і була заслана з Греції з 1936 по 1940 рік разом із чоловіком диктатором Іоаннісом Метаксасом. Була лідеркою ліберального феміністичного руху, але вважала, що гендерна рівність може бути досягнута лише після кардинальних змін у суспільстві. Вона повернулася до Греції в 1940 р. і пішла добровольцем на Греко-італійську війну медсестрою. Пізніше вона організувала харчування з Червоним Хрестом для дітей під час Німецької окупації Греції. Приєдналася до руху опору EAM-ELAS і була обраною членкинею Національної ради, а її чоловік став головою Політичного комітету національного визволення під керівництвом EAM. Сволу співчувала комуністам і знову була заслана у 1948 році, під час Грецької громадянської війни. Після повернення вона балотувалася до парламенту як член Об'єднаної демократичної лівої партії. Її обирали двічі й вона входила до складу ЦК партії.
У 1964 році брала участь у створенні Загальногрецького жіночого союзу (Πανελλαδική Ένωση Γυναικών, ΠΕΓ).
Померла 3 червня 1976 року. Похована на наступний день на Першому афінському кладовищі.